# Plagodis intermedaria
Plagodis intermedaria là một loài bướm đêm trong họ Geometridae.